# الدوري الإنجليزي لكرة القدم 2017–18
الدوري الإنجليزي لكرة القدم 2017–18 هو موسم من دوري كرة القدم الإنجليزي. فاز فيه وولفرهامبتون واندررز.